# Симфонія № 1 (Шуман)
Симфонія № 1, сі-бемоль мажор, op. 38 Роберта Шумана, «Весняна» — перший симфонічний твір Шумана, написана у 1840–1841 роках незабаром після одруження композитора з Кларою Вік. Прем'єра твору відбулася 31 березня 1841 року в Лейпцигу під диригуванням Ф. Мендельсона.
Симфонія складається з 4-х частин:
1. Andante un poco maestoso — Allegro molto vivace (сі-бемоль мажор)
2. Larghetto (мі-бемоль мажор)
3. Scherzo: Molto vivace — Trio I: Molto piu vivace — Trio II (соль мінор)
4. Allegro animato e grazioso (сі-бемоль мажор)